# Бредасдорп
Бредасдорп (на африкаанс: Bredasdorp) е град, разположен в югозападната част на РЮА, провинция Западен Кейп. Административен център на окръг Оверберг. Населението му през 2011 година е 15 524 души.